# بوب بيكيت (لاعب كرة قدم أمريكية)
بوب بيكيت (بالإنجليزية: Bob Pickett)‏ هو لاعب كرة قدم أمريكية أمريكي، ولد في 22 فبراير 1932، وتوفي في 2 فبراير 2010 في دايتونا بيتش في الولايات المتحدة.